# لوز خيمينيز (ممثلة)
لوز خيمينيز (بالإسبانية: Luz Jiménez)‏ هي ممثلة تشيلية، ولدت في 18 ديسمبر 1935 في سانتياغو في تشيلي.

## وصلات خارجية
- لوز خيمينيز على موقع IMDb (الإنجليزية)
- لوز خيمينيز على موقع قاعدة بيانات الفيلم (الإنجليزية)